# Референтна група
Референтна група је група са којом се појединац идентификује, која му својим нормама, системом вредности, веровањима и ставовима служи као модел понашања и којој тежи да припада. Референтна група представља стандард којим појединац, не само што процењује друге, него вреднује и самог себе. Појединац може да има више референтних група.